# Јожеф Нађ (уметник)
Јожеф Нађ (Кањижа, 1957) српски је позоришни уметник мађарског порекла. Вишеструко награђивани уметник, аутор је више десетина представа и перформанса. Сматра се једним од најбољих светских кореографа, плесача и редитеља.

## Биографија
Рођен је 1957. године у Кањижи. Од раног детињства исказује уметничке склоности, црта, тренира рвање, свира хармонику, игра фудбал и шах и на крају се опредељује за сликарство. Уписује средњу сликарску школу у Новом Саду, а након тога одлази на универзитет у Будимпешту, где проучава историју уметности и музике и посвећује се изражавању покрета, глуме и позоришта. Године 1980. одлази у Париз код значајних и светски познатих уметника Марсела Марсоа и Етјена Декруа ради наставка усавршавања. Истовремено се бави и изучавањем савременог плеса који је тада доживљавао процват у Француској и прати часове Ларија Леонга и Ива Касатија. Такође истражује и узучава Тај чија, бутоа и плеса додира (са Марком Томпкинсом), затим од 1983. почиње да проучава уметност покрета (у Француској и у Мађарској), и учествује као извођач, у делима Сидонија Рошона (Згужвани папир, 1984), Марка Томпкинса (Човек издаје, 1985), Катрин Дивере (Судија отмености, 1988) и Франсоаа Вереа (Позоришне илузијеи Ла, поруџбина ГРЦОП-а, 1986).
Године 1986. формира сопствену трупу, Позориште ЈЕЛ („јел” значи „знак” на мађарском) са којом припрема своју прву представу, Пекиншку патку, коју представља 1987. у Позоришту Бастиља, и која ће већ од следеће сезоне бити представљана у Позоришту града (Théâtre de la Ville) у Паризу. Већ тада је аутор тридесетак дела и перформанса. 
Године 1982. Јожеф Нађ престаје да црта и слика да би се посветио плесу. Цртежу и слици вратиће се тек неких петнаестак година касније. Међутим, 1989. почиње да фотографише, и фотографијом се без прекида бави све до данас. Почев од 1996. његове графике и пластична уметност – скулптуре инсталације, цртежи, фотографије – најчешће замишљени као циклуси или серије, редовно се појављују на изложбама у галеријама или позориштима.
Године 2006. Јожеф Нађ је „Уметник сарадник” 60. фестивала у Авињону: представља Асобу у простору Почасног улаза (Cour d`Honneur)) Папске палате на отварању Фестивала, као и перформанс у сарадњи са сликаром Микелом Барселом, Paso doble, у Целестинској цркви. Од 1995. до 2016. Јожеф Нађ је директор Кореографског националног центра у Орлеану, а од 2017. оснива у Паризу свој студио Atelier 3+1.

## Сценска остварења
- 1987 – Пекиншка патка
- 1988 – 7 кожа носорога
- 1989 – Смрт владара
- 1990 – Цомедиа темпио
- 1992 – Орфејеве лествице
- 1994 – Woyzeck или скица вртоглавице
- 1995 – Анатомија дивљачи
  - Крик камелеона (поруџбина Националног центра циркуских вештина)
- 1996 – Хабакукови коментари
  -  или скица вртоглавице (нова верзија)
- 1997 – Ветар у торби
- 1999 – Мали јутарњи псалм (кореографија за Доминик Мерси, у оквиру Суштине ствари на Фестивалу у Авињону)
  - Будни људи
  - Време узмицања
- 2001 – Филозофи
  - – Мали јутарњи псалм (дужа верзија)
- 2002 – Дневник незнанца
- 2003 – Нема више небеског свода (поруџбина из Позоришта Видy-Лаусанне Е.Т.Е.)
  - – Мађарска ноћ/Еден (перформанс)
- 2004 – Сунчане прашине
- 2005 – Последњи пејзаж
- 2006 – Азоби
- 2006 – Paso doble (перформанс)
- 2006 – Пејзаж после олује (нова верзија Последњег пејзажа)
- 2008 – Између чинова
- 2008 – Sho-bo-gen-yo (перформанс)
- 2009 – Итд., итд. (перформанс)
- 2009 – Гаврани (перформанс)
- 2010 – Гаврани (перформанс – дужа верзија)
- 2010 – Cherry-Brandy (остварење припремљено за Међународни фестивал позоришта „Антон Чехов”, у оквиру „Године Француска-Русија 2010”)

## Награде
- Награда критике Фестивала Мимос 1995. (Périgueux) за представу Comedia tempio.
- Прва награда публике на 32. фестивалу БИТЕФ у Београду, 1998. за Woyzeck или скица вртоглавице.
- Прва награда критике Danza&Danza, Италија сезона 1996/1997. за Хабакукове коментаре.
- Прва награда публике и критике за режију на Међународном фестивалу позоришта „Месс” у Сарајеву, 1998, за Ветар у торби.
- „Златна маска” за најбољу инострану представу изведену у Русији за 2000. годину за Ноћобдије.
- Велика награда критике 2001-2002 – Листа награђених у области плеса Професионалног синдиката позоришне, музичке и плесне критике за Филозофе и Мали јутарњи псалм.
- „Златна маска” за најбољу инострану представу изведену у Русији за 2002. годину за Woyzeck или скица вртоглавице.
- Године 2002. Јожеф Нађ постаје „Витез реда уметности и књижевности” за допринос и ширење уметности својим делима у Француској и у свету.
- Године 2005. Француска асоцијација за уметничко деловање (Министарство иностраних и европских послова) додељује Нађу „Пасош ствараоца без граница”, чиме се наглашава међународна димензија његовог рада и одаје признање целокупном стваралаштву и значају његовог ширења у иностранству.
- Награда за кореографију 2005. Удружења позоришних писаца и композитора за целокупно стваралаштво.
- /Нове позоришне реалности – додељена у Торину, јуна 2006, за целокупно стваралаштво.
- у Барселони за Paso doble.
- Награда Политике на фестивалу БИТЕФ 2011. године.[4]